# パワーパフガールズ (2016年のテレビアニメ)
『パワーパフガールズ』（The Powerpuff Girls）は、2016年より放送開始されたニック・ジェニングスとボブ・ボイルによるテレビアニメ作品。1998年から2005年まで放送されたクレイグ・マクラッケン原作の同名のアニメのリブートであり、前作と同様、スーパーパワーを持つ女の子ブロッサム、バブルス、バターカップの活躍を描く。

## 概要
2014年6月に『パワーパフガールズ』の新規シリーズを2016年に開始するとカートゥーン ネットワーク（以下、CN）が発表、2015年6月に一部声優とスタッフの一新が発表された。オリジナル版の原作者であるクレイグ・マクラッケンは2010年にCNを退職しているため新シリーズ制作には関わっておらず『アドベンチャー・タイム』『スポンジ・ボブ』等でアートディレクターを務めたニック・ジェニングスが総監督を、『イン・ヤン・ヨー!』の原作・監督であるアニメーターのボブ・ボイルが共同監督を担当する。
2016年3月16日には、本放送の開始およびそれに先駆けた先行放送を世界同時期に行うことが発表された。あわせて日本語吹き替え版のキャストも発表され、こちらもテレビ東京版から続く旧シリーズのキャストから一新された。日本語吹き替え版のキャスト変更は『パワーパフ ガールズ アンダーグラウンド』以来となる。
日本CNでは4月9日に『世界中で出動開始!パワーパフ ガールズ』と題し、日本版の第1話となる『お友達は一角獣さん!?』を先行放送し、4月24日に『パワーパフ ガールズ 拡大スペシャル』と題し、日本版の第1話 - 第6話を先行放送、6月18日よりレギュラー放送を開始した。

## 設定の変更
- 旧シリーズでガールズの通っていたポーキー・オークス幼稚園が諸事情で閉園となり、新たに学校へ通う事となった。幼稚園で担任だったキーン先生も同じ学校の教師として勤めている。
- 現代情勢に合わせ、ガールズが緊急連絡を受けるホットラインが固定電話からスマートフォンに変更された。
- ガールズが身体の周囲にオーラ状のエネルギー体を出し、攻撃や防御に使う能力を身につけた。形状は変幻自在であり、ブロッサムは家庭用品状に、バブルスは動物状に、バターカップは兵器状に変わる。
- 様々な新キャラが登場する他、ガールズが誕生する前に誕生したブリスが登場する。
- 旧パワーパフガールズの通常回は全78話であるが、リブート版の放送話数は全119話である。
- なお、後にゲームであるマルチバーサスに登場したパワーパフガールズは、スキン変更で「ラウディラフボーイズ」に変更できることからデザインが旧版ベースである。

## 評価
- 本作について、現地タブロイド紙『The Badger Herald』では「古典的な懐かしさがありつつも、新世代向けに新しい演出を加えている」と評しており[6]、IGNはエピソード『Man Up（日本語題：お嬢ちゃんじゃないっ!）』に10点満点中8.0を付け「新しいキャストには慣れるまで時間がかかるが、内容は『パワーパフガールズ』の本質をとらえている」と評価している[7]。
- 一方、とりわけ海外では旧作からの声優およびスタッフ・演出の変更に対し怒りの声を上げるファンが存在し、旧作でのバブルス役のタラ・ストロング[3]、ブロッサム役のキャシー・キャバディーニ[8]、バターカップ役のエリザベス・デイリー[9]も声優陣の交代についてTwitter上でショックを受けた旨の投稿をしている。
- エピソード『Tiara Trouble（日本語題：ハチャメチャおしゃれショー）』でのバブルスの台詞"No me gusta!"（「嫌いだ」という意味のスペイン語、日本語吹替では「私は絶対イヤ!」）が、インターネット・ミームとして広まり、本国での放送と同年にはKnow Your Memeに登録された。

## 受賞・ノミネート
| 年   | 章                                                 | 部門                       | 作品・人物                                                                                | 結果       |
| ---- | -------------------------------------------------- | -------------------------- | ----------------------------------------------------------------------------------------- | ---------- |
| 2016 | 第68回プライムタイムクリエイティブアート・エミー賞 | 短編アニメーション部門     | Once Upon a Townsville（日本語題：王子様はどこに?）                                       | ノミネート |
| 2017 | グレイシー賞                                       | ファミリー向けシリーズ部門 | パワーパフガールズ（2016）                                                                | 受賞       |
| 2018 | 第45回アニー賞                                     | アニメーション音楽部門     | マイク・レーガン＆ボブ・ボイル（Home, Sweet Homesick（日本語題：宇宙キャンプへ行こう!）） | ノミネート |

## 登場キャラクター
声優はアメリカのオリジナル版 / 日本語吹き替え版の順。

### 旧作から引き続き登場するキャラクター
ブロッサム
声 - アマンダ・レイトン / 豊崎愛生
バブルス
声 - クリステン・リー / 上坂すみれ
バターカップ
声 - ナタリー・パラミデス / 村中知
ユートニウム博士
声 - トム・ケイン / 川原慶久
市長
声 - トム・ケニー / 林家正蔵
キーン先生
声 - ジェニファー・ヘイル / 有賀由樹子
ナレーション
声 - トム・ケニー / 林家正蔵
モジョ・ジョジョ
声 - ロジャー・L・ジャクソン / 武田幸史
プリンセス
声 - ヘイリー・マンシーニ、ケルシー・アボット / 古城門志帆
アメーバー・ボーイズ
カレ
声 - トム・ケイン / 川原慶久

### 今作から新たに登場したキャラクター
ブリス
声 - オリヴィア・オルソン / 潘めぐみ
ダニー
声 - ジョシュ・ファデム / 河合みのる
サプナ
エディ
ブルーベル
マット・マンサー
ジャレド・シャピロ
トニー
エリカ
マンボーイ
声 - モーリス・ラマーシュ / 上田燿司
パックラット
声 - ジェイソン・スピサック / 烏丸祐一
ビアンカ・ビキニ
声 - リリー・ヴォネガット / 斎藤恵理
ジェミカ
声 - アナイス・フェアウェザー / 合田絵利
シリコ
声 - ジェイソン・スピサック / 下山吉光
ザ・ナット
声 - ジェイソン・ケイン / 北沢洋
メイリン
声 - ケイト・ヒギンズ / 藤原夏海
バターカップが参加するローラーダービーグループ「ダービータンツ」のリーダー。

## スタッフ

### メインスタッフ
- 原作 - クレイグ・マクラッケン
- 総監督 - ニック・ジェニングス
- 共同監督 - ボブ・ボイル
- スーパーバイジングディレクター - ジュリア・"フィッツィ"・フィッツモーリス
- アートディレクター - エウソン・リー
- キャラクターデザイン - シャイアン・カーティス、カルロス・ヌニェス、アリソン・ドナート
- プロップ&エフェクトデザイン - サラ・クレイグ、コリー・ブース、ベンジャミン・ウルフ、ミランダ・ドレスラー
- キャスティング - リンダ・ラモンターニュ
- 音声監督・キャスティング補佐 - ジャック・フレッチャー
- 音楽 - マイク・レーガン
- プロデューサー - パーネル・ヘイズ
- エグゼクティブプロデューサー - ジェニファー・ペルフリー、カーティス・レラーシュ、ブライアン・A・ミラー、ロブ・ソーチャー
- アニメーション制作 - カートゥーン・ネットワーク・スタジオ
- 制作協力 - SMIP,inc.
- 製作 - カートゥーン ネットワーク

### 日本語版スタッフ
- プロデューサー - 村杉奈穂、高橋政宏（カートゥーン ネットワーク）
- 吹替翻訳 - 瀬谷玲子
- 吹替演出 - 安藤直子
- 録音制作 - 東北新社

## 主題歌
オープニング
「Who's Got the Power?」英語歌 - Taco cat / 日本語訳詞・歌 - May J.
放送されている各国で、現地の歌手による訳詞が使われている。（日本では2話からMay J.が起用された）
（Max（U-NEXT内）配信版を除く）日本語版においては一部の場面がカットされている。
エンディング
「The Powderpuff Girls」歌 - Tristan Sedillo and Hannah Watanabe-Rocco
公式ダンスミュージック（日本版オリジナル）
「ぱわわわわん!!! パワーパフガールズ」作詞・作曲 - 鈴木まなか / 編曲 - Carlos K. / 歌 - わーすた
日本ではかつて放送終了後にこの楽曲の振り付けMVが放送されていた。

## 各話リスト
アメリカでの放送順と日本での放送順は異なるため、ここでは日本での放送順に表記する。特記がない限り放送日は初放送時のものである。
シーズン表記はアメリカ版のもの（日本での放送ではシーズン表記がない）。